# St.-Martini-Kirche (Langenholtensen)

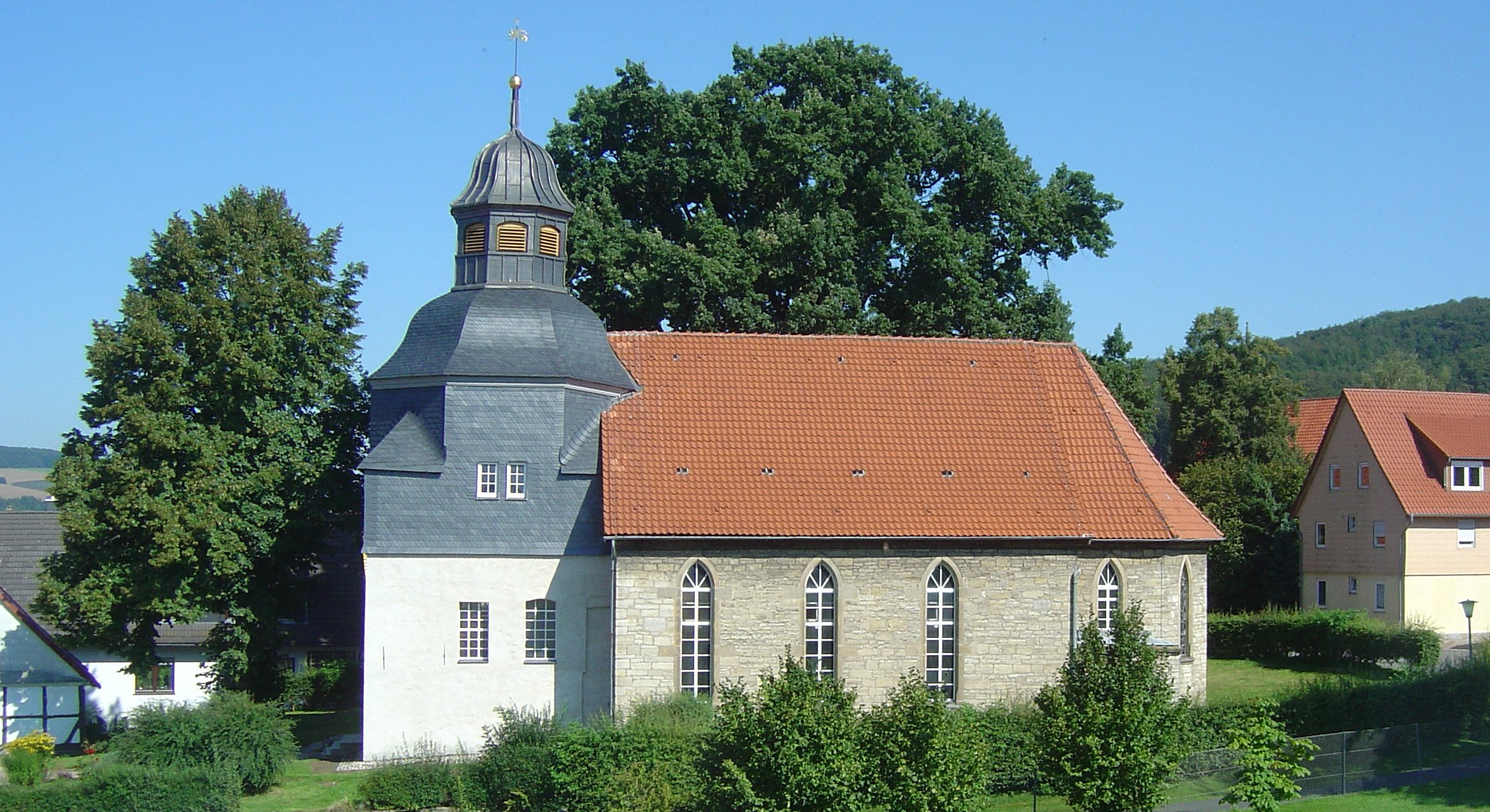
St.-Martini-Kirche

Die evangelisch-lutherische, denkmalgeschützte St.-Martini-Kirche steht im Ortsteil Langenholtensen der Kreisstadt Northeim im Landkreis Northeim von Niedersachsen. Die Kirchengemeinde gehört zum Kirchenkreis Leine-Solling im Sprengel Hildesheim-Göttingen der Evangelisch-lutherischen Landeskirche Hannovers.

## Beschreibung
Schon die erste Kirche, eine einfache Holzkirche, war Martin von Tours geweiht. Nach dem Dreißigjährigen Krieg wurde die alte Kirche 1689 durch eine steinerne ersetzt, von der heute noch der gedrungene Kirchturm erhalten ist. 1877/78 wurden das Langhaus und der eingezogene, dreiseitig abgeschlossene Chor nach einem Brand wegen Baufälligkeit abgebrochen und ein Neubau wurde errichtet. Der untere Teil des Turms erhielt ein Obergeschoss aus Holzfachwerk, das schiefergedeckt ist. Darauf sitzt eine glockenförmige Haube, die von einer geschlossenen Laterne bekrönt ist, hinter deren Klangarkaden sich der Glockenstuhl befindet. 
Der Innenraum mit einer dreiseitig umlaufenden Empore ist in der Mitte von einem spitzbogigen Tonnengewölbe überspannt. Die erste Orgel wurde 1864 von Carl Heyder gebaut. Sie wurde 1935 von Otto Dutkowski umgebaut. Sie hat 16 Register, verteilt auf zwei Manuale und Pedal. Um 1966 wurde sie von Rudolf Janke und 1995 von Martin Haspelmath restauriert.